# Gabriel Vidović
Gabriel Vidović (Augsburg, 1. prosinca 2003.) hrvatski je nogometaš koji igra na poziciji veznog i napadača. Trenutačno igra za Dinamo Zagreb.

## Klupska karijera

### Bayern München
Godine 2016. prešao je iz Augsburga u Bayern München. U sezoni 2021./22. Vidović je za drugu momčad Bayerna u bavarskoj Regionalligi, natjecanju 4. stupnja u Njemačkoj, postigao 21 gol i 10 asistencija u 30 utakmica. Dana 23. veljače 2022. produljio je svoj ugovor s klubom do lipnja 2025. Kasnije ga je Julian Nagelsmann priključio u prvu momčad za koju je debitirao 17. travnja u utakmici Bundeslige u kojoj je klub Arminia Bielefeld izgubio 0:3.

### Vitesse (posudba)
Dana 30. kolovoza 2022. posuđen je Vitesseu do kraja sezone. Za Vitesse je debitirao 4. rujna protiv Groningena koji je poražen s minimalnih 0:1 u ligi. Klupski prvijenac postigao je 22. listopada u ligaškoj protiv Emmena kojeg je Vitesse dobio 2:1. Za klub je postigao 4 gola u 25 ligaških utakmica.

### Dinamo Zagreb (posudba)
Posuđen je zagrebačkom Dinamu 30. kolovoza 2023. do kraja sezone. Za Dinamo je debitirao i postigao svoj prvi pogodak 16. rujna kada je Slaven Belupo izgubio 3:0 u HNL-u. Postigao je gol i dvije asistencije 24. rujna  u ligaškoj utakmici protiv Rudeša koji je izgubio utakmicu 1:5.

### Mainz 05 (posudba)
Vidović je 30. kolovoza 2024. produljio ugovor s Bayernom do 2026. te je potom posuđen Mainzu 05 do kraja sezone. Za novi klub odigrao je dvije utakmice: jednu u Bundesligi i jednu u kupu. S posudbe se vratio u veljači 2025. nakon što je Mathys Tel napustio Bayern.

### Dinamo Zagreb
U Dinamo Zagreb vratio se 16. lipnja 2025. Prvu službenu utakmicu od povratka odigrao je 2. kolovoza kada je Osijek poražen 0:2 u prvom kolu HNL 2025./26. Šest dana kasnije bio je strijelac u ligaškoj utakmici protiv Vukovara 1991 koja je završila 3:0.

## Reprezentativna karijera
Nastupao je za selekcije Hrvatske do 17, 18, 19 i 21 godinu. Bio je dio hrvatske momčadi na Europskom prvenstvu do 21 godine 2023.

## Osobni život
Otac mu je iz Žepča, a majka iz Kiseljaka.

## Priznanja

### Klupska
Bayern München
- Bundesliga (3): 2021./22., 2022./23., 2024./25.

Dinamo Zagreb
- HNL (1): 2023./24.
- Hrvatski nogometni kup (1): 2023./24.

## Vanjske poveznice
- Profil, Hrvatski nogometni savez
- Profil, Transfermarkt (engl.)